# Standing ovation
Ovation debout
Pour les articles homonymes, voir Ovation (homonymie).

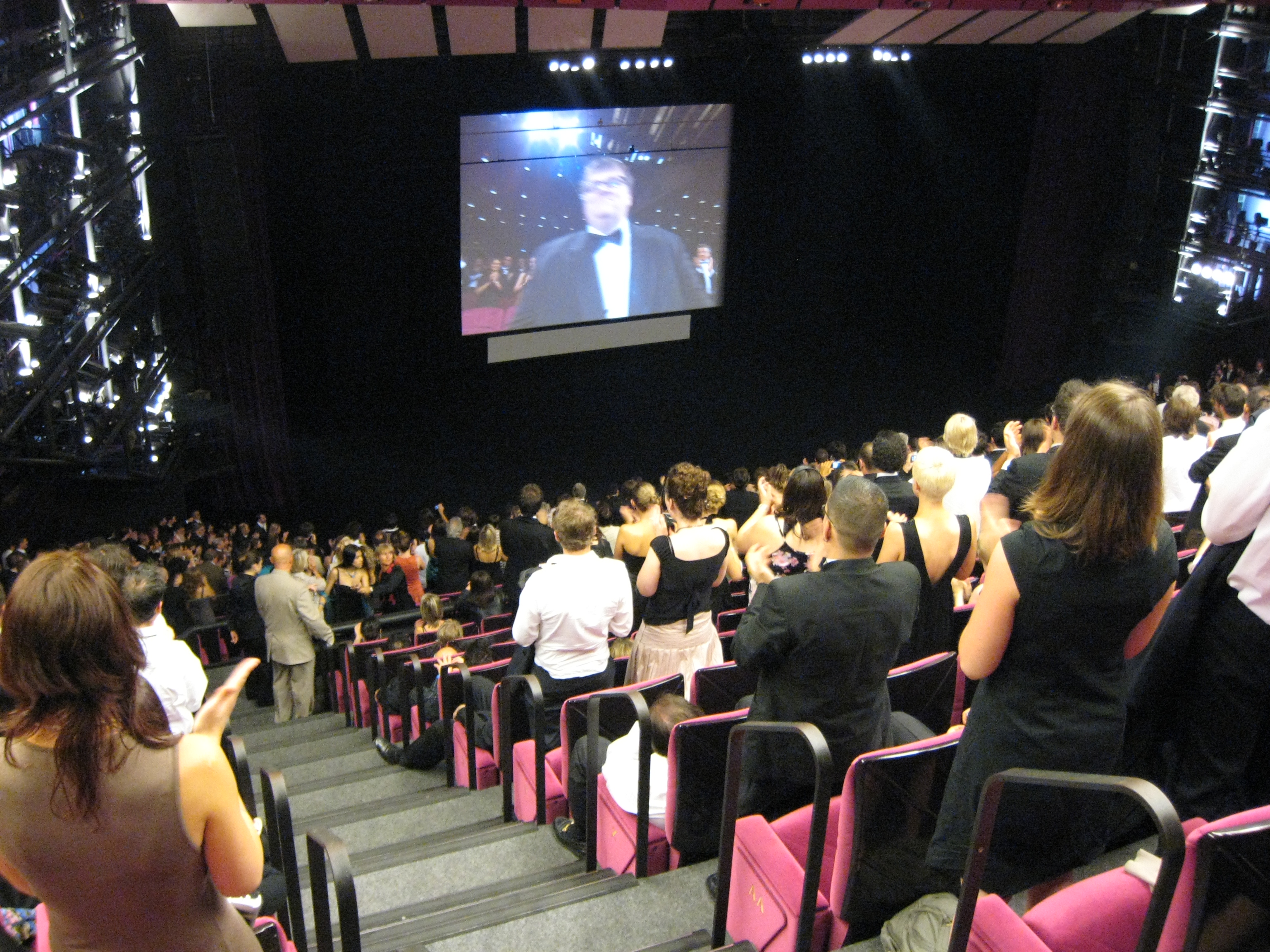
Une standing ovation pour Michael Moore au Festival de Cannes 2007 pour son film Sicko.

Une standing ovation, également appelée une ovation debout (notamment au Québec,), est une forme d'applaudissement où les spectateurs initialement assis se mettent debout pendant qu'ils applaudissent. Cela arrive à des occasions spéciales, quand les spectateurs décident de montrer leur satisfaction à la suite d'une performance de qualité importante ou extraordinaire, généralement dans les domaines artistiques ou sportifs mais aussi en politique.
L'association Défense de la langue française recommande l'utilisation de l'expression « ovation debout » plutôt que celle de l'anglicisme « standing ovation ». Le Cégep Marie-Victorin note toutefois que la francisation « ovation debout » est également un anglicisme.
Ces expressions peuvent par ailleurs être considérées comme des pléonasmes car une ovation est le plus souvent debout, et ainsi le terme ovation seul suffirait pour désigner le même acte,.